# Friedreich Endre
Friedreich Endre (Mártonfalva, 1878. május 30. – Budapest, 1952. január 29.) történetíró, kegyesrendi tanár, könyvtáros.

## Életrajza
Teológiai és egyetemi tanulmányait Budapesten végezte. 1901-ben szerzett tanári oklevelet és ekkor szentelték pappá is. 1903-tól Veszprémben működött. 1904-ben bölcsészdoktori oklevelet kapott. 1907-től Vácon, a következő évtől már Budapesten tanár. A kegyesrend könyvtárosa és levéltárosa volt haláláig. Történeti kutatásai főleg rendjének múltjára terjedtek ki, de foglalkozott az egész magyar oktatásügy történetével és Batthyány Lajos életével is.
1952. január 29-én Budapesten, 74 éves korában érte a halál.

## Főbb munkái
- Halápy Konstantin emlékezete 1698-1752. (Temesvár, 1903.)
- A veszprémi Szent Anna-kápolna története 1724-1907. (Veszprém, 1907.)
- A budapesti piarista telek története. (Budapest, 1914.)
- Gróf Batthyány Lajos utolsó napjai. (Budapest, 1927.)
- Gróf Batthyány Lajos laibachi fogsága. (Budapest, 1930.)
- Gróf Batthyány Lajosné. (Víg, 1998.)